# 2 Pegasi
2 Pegasi là tên của một ngôi sao đơn lẻ nằm trong một chòm sao phương bắc tên là Phi Mã. Khoảng cách của nó với mặt trời của chúng ta là khoảng 394 năm ánh sáng khi dựa trên giá trị thị sai. Với cấp sao biểu kiến là 4,52, ta có thể nhìn thấy nó bằng mắt thường là một điểm sáng mờ màu đỏ. Để có thể nhìn thấy nó rõ ràng nhất, ta cần có một vị trí cách xa thành thị (do sự ô nhiễm ánh sáng làm hạn chế tầm nhìn) và điều kiện thời tiết tốt. Hiện tại, nó đang di chuyển về phía trái đất với vận tốc gần bằng 19 km/s. Ngoài ra, nó còn có một ngôi sao đồng hành định danh là 2 Pegasi B với cấp sao biểu kiến là 12,7 nằm ở góc phân tách là 30,4".
Nó là một sao khổng lồ đỏ già với quang phổ loại M1 +III và hiện nằm trong nhánh tiệm cận khổng lồ trong biểu đồ Hertzsprung–Russell. Hiện nó đang rút cạn nguồn hydro trong lõi của nó và đã tiến hóa ra khỏi dãy chính. Bằng phép đo giao thoa, đường kính góc của nó sau khi được hiệu chỉnh do hiệu ứng quầng tối là 4.52 ± 0.05 mas, cộng thêm khoảng cách xấp xỉ thì bán kính vật lí của nó là gấp 59 lần mặt trời. Nó hiện đang phát sáng hay tỏa ra năng lượng gấp 653 lần mặt trời và nhiệt độ hiệu dụng nơi quang cầu của nó là 3919 Kelvin.

## Dữ liệu hiện tại
Theo như quan sát, đây là ngôi sao nằm trong chòm sao Phi Mã và dưới đây là một số dữ liệu khác:
Xích kinh 21h 29m 56.89545s
Xích vĩ 23° 38′ 19.8170″
Cấp sao biểu kiến 4.52
Cấp sao tuyệt đối −0.89
Vận tốc xuyên tâm 18.92 km/s
Loại quang phổ M1+III
Giá trị thị sai 8,28 +/- 0,18 mas